# 新Mr.Boo!香港チョココップ
『新Mr.Boo!香港チョココップ』（しんみすたーぶー ほんこんちょここっぷ、原題：神探朱古力、英題：Inspector Chocolate ）は、1986年の香港映画。日本ではビデオ発売の際、1988年12月に香港エンターテイメント映画祭で上映されたのみで劇場未公開に終わった。

## あらすじ
おかしなチョコレート刑事とドジな相棒のタルト刑事は、あまりのドジぶりからとうとう失踪人調査の担当へと配属されてしまった。しかも、ミーハーで破天荒な婦人警官のキュキュまでもが派遣されて来たではないか。困ったことに、彼女は署長の娘なうえに”ミス香港”の候補者なので、いい加減にあしらうことも出来ない。そんなある日、人気料理研究家のリン夫人の息子が誘拐されるという事件が発生。3人は、ひょんなことから捜査に乗り出すことになるが…。

## スタッフ
- 監督:フイリップ・チャン（陳欣健）
- 脚本:マイケル・ホイ（許冠文）
- 製作:レイモンド・チョウ（鄒文懐）
- 撮影:プーン・ハンサン

## キャスト
| 俳優                         | 役名             |
| ---------------------------- | ---------------- |
| 許冠文（マイケル・ホイ）     | チョコレート刑事 |
| 梅艷芳（アニタ・ムイ）       | キュキュ         |
| 許冠英（リッキー・ホイ）     | タルト刑事       |
| 胡慧中（シベール・フー）     | リン夫人         |
| 喬宏（ロイ・チャオ）         | 署長             |
| 蔣麗萍（アグネス・チアン）） | アップル         |
| 陳惠敏（チャーリー・チャン） |                  |
| 盧俊文                       |                  |
| 盧俊傑                       |                  |
| 仙杜拉                       |                  |
| 太保（タイ・ポー）           |                  |

- DVD版 - 2005年12月23日に『新Mr.BOO&マイケル・ホイ DVD-BOX 』として発売

## 映画解説
- 香港警察のはみだし者三人組が繰り広げるハチャメチャな捜査の顛末を描いた作品。マイケルとリッキーのホイ兄弟の共演に、シリアスからコメディまで幅広い役柄をこなす女優のアニタ・ムイが加わり、テンポの良いサスペンス・コメディが繰り広げられている。抱腹絶倒のギャグのなかにも痛烈な社会風刺の効いた、マイケル・ホイの”笑い”が存分に堪能できる、痛快な1作。ちなみに本作品の監督は、「ハード・ボイルド／新・男たちの挽歌」のフィリップ・チャン。マイケルはフィリップと共に脚本を担当している。
- 暮れの公開のため翌年へ持越し。この年の興行収入は5位。１位はジャッキー・チェンの『サンダーアーム　龍兄虎弟』。
- 邦題『香港チョココップ』は、ポニーキャニオンからビデオ発売の際に邦題の一般公募が行われて決まったもの。